# Thorvald Krak
Elias Christian Thorvald Krak (12. juni 1830 i København – 6. november 1908 sammesteds) var stadskonduktør i København og grundlægger af Kraks Forlag. Efternavnet har sin oprindelse i Krakken, øst for Vang i Rutsker Sogn på Bornholm, idet Thorvald Kraks far var født på Krakgård i Rutsker.
Faderen, Hans Andersen Krak, var landmandssøn, men blev kaptajn, hvilket bragte ham til København, hvor han og hustruen Karen Lind fra Olsker etablerede sig.
Thorvald Krak gik militærvejen, blev 1850 sekondløjtnant i artilleriet og deltog i Treårskrigen ved feltingeniørertropperne. Han fortsatte militæruddannelsen, blev 1853 premierløjtnant i Ingeniørkorpset og forlod 1858 militæret med rang af kaptajn.
I de følgende 40 år var han stadskonduktør i København, som i samme tidsrum gennemgik en stor vækstperiode. Han gennemførte en mere effektiv administration, indførte 1859 fortløbende gadenumre og fik 1860-66 foretaget en opmåling af alle skattepligtige ejendomme som grundlag for ejendomsbeskatningen.
Han satte sig præg på de nye gadenavne i brokvartererne, hvor han gerne så en konsekvent navngivning. Gaderne med danske bynavne på Østerbro (Kertemindegade, Svendborggade, Ringstedgade, Viborggade, Århusgade osv.) er blandt andet hans værk. Ligeledes navngivningen af gader på Vesterbro efter danmarkshistoriens personer (Saxogade, Kingosgade, Absalonsgade osv.). Han ændrede også Nyboders gadenavne.
I 1862 grundlagde han Kraks forlagsvirksomhed, idet han fik privilegium på at udgive Københavns Vejviser, som han redigerede indtil 1902. Vejviseren for København var påbegyndt af Hans Holck i 1770.
Med sin praktiske sans gennemførte han omfattende ændringer i vejviserens format og opdelte indholdet i realregister, fagregister og firmaregister, i 1864 kom også husregistret til. I tidsrummet fra 1875 til 1900 voksede bogens omfang til det tredobbelte, og økonomien blev baseret på annonceindtægter. I 1905 kom vejviseren til at dække hele Danmark.
Krak, der blev udnævnt til Ridder af Dannebrog 1868, Dannebrogsmand 1887 og etatsråd i 1892, efterlod sig udkast til flere statistiske og historiske arbejder, som senere blev udgivet af hans søn Ove Krak. Sønnen var læge, men videreførte faderens værk og udvidede det med Kraks Blå Bog.
Thorvald Krak ægtede 16. november 1858 Charlotte Henriette von der Recke (f. 27. november 1828), datter af kaptajn i Ingeniørkorpset Peter Blankenberg Prydz von der Recke (1793-1847) og Caroline Cecilie f. Petersen (1795-1868).
Kraks urne var først på Bispebjerg Kirkegård, men er siden nedsat i familiegravstedet på Garnisons Kirkegård.
Der findes en tegning af Krak af Emil Krause 1899 hos Kraks Legat. Træsnit 1897 efter fotografi.